# Vlkovija
Vlkovija (izvirno srbsko Влковија) je naselje v Srbiji, ki upravno spada pod Občino Dimitrovgrad; slednja pa je del Pirotskega upravnega okraja.

## Demografija
V naselju, katerega izvirno (srbsko-cirilično) ime je Влковија, živi 17 polnoletnih prebivalcev, pri čemer je njihova povprečna starost 69,7 let (67,0 pri moških in 73,6 pri ženskah). Naselje ima 10 gospodinjstev, pri čemer je povprečno število članov na gospodinjstvo 1,70.
To naselje je v glavnem bolgarsko (glede na popis iz leta 2002), a v času zadnjih treh popisov je opazno zmanjšanje števila prebivalcev.
|  |

| Demografija | Demografija     | Demografija     |
| Leto        | Št. prebivalcev | Št. prebivalcev |
| ----------- | --------------- | --------------- |
|             |                 |                 |
|             |                 |                 |
|             |                 |                 |
|             |                 |                 |
| 1948        | 409             |                 |
| 1953        | 351             |                 |
| 1961        | 249             |                 |
| 1971        | 149             |                 |
| 1981        | 89              |                 |
| 1991        | 53              | 53              |
| 2002        | 17              | 17              |
|             |                 |                 |

| Etnična sestava po popisu iz leta 2002 | Etnična sestava po popisu iz leta 2002 | Etnična sestava po popisu iz leta 2002 | Etnična sestava po popisu iz leta 2002 | Etnična sestava po popisu iz leta 2002 |
| -------------------------------------- | -------------------------------------- | -------------------------------------- | -------------------------------------- | -------------------------------------- |
| Bolgari                                | Bolgari                                |                                        | 15                                     | 88,23%                                 |
| Srbi                                   | Srbi                                   |                                        | 1                                      | 5,88%                                  |
| Jugoslovani                            | Jugoslovani                            |                                        | 1                                      | 5,88%                                  |
| Neznano                                | Neznano                                |                                        | 0                                      | 0,0%                                   |